# Leopold II. von Schönfeld
Leopold II. von Schönfeld (auch: Luitpold von Scheinfeld) (* vor 1196; † 17. Januar 1217) stammte aus dem früh erloschenen fränkischen Adelsgeschlecht der Edelfreien von Scheinfeld und war Bischof von Worms sowie erwählter Erzbischof von Mainz.
1173–1190 dürfte er Propst des angesehenen Kollegiatstifts St. Cyriak in Neuhausen bei Worms gewesen sein, gleichzeitig Propst von Wimpfen und 1200 Abt von Lorsch.
1180–1184 war er Domkustos, 1191–1195 Dompropst in Worms. 1195 ist er dort als Lupoldus maior prepositus in Wormatia genannt.
Vor seiner Erhebung zum Wormser Bischof fungierte Leopold von Schönfeld als Pfarrherr an St. Cyriakus in Berghaselbach, einem untergegangenen Dorf auf dem heutigen Palmberg bei Laumersheim. Das Kirchenpatronat besaß Kloster Maria Münster zu Worms und der Oberhirte überließ ihm mit Urkunde vom 9. Januar 1196 zusätzlich alle Einkünfte des Gotteshauses, wobei er schreibt, dass die dortige Pfarrstelle, durch seine Wahl zum Bischof, soeben vakant geworden sei. Am Platz der früheren Berghaselbacher Kirche steht heute die Wallfahrtskapelle Hl. Kreuz.
Der 1196 zum Bischof von Worms ernannte Leopold wurde von einer Mehrheit des Mainzer Domkapitels 1200 auch zum Erzbischof von Mainz gewählt. Zwei Jahre zuvor hatte die verhängnisvolle Doppelwahl stattgefunden, nach der sich Philipp von Schwaben und Otto von Braunschweig als jeweils rechtmäßiger deutscher König ansahen. Dieser Kampf zwischen Welfen und Staufern spiegelte sich auch in der Erzbischofswahl in Mainz 1200 wider. Die welfische Minderheit des Mainzer Domkapitels wählte nämlich zur gleichen Zeit Siegfried II. von Eppstein zum neuen Erzbischof, so dass ein Schisma bestand. Leopold wurde jedoch von Papst Innozenz III. niemals als Erzbischof von Mainz anerkannt. Dieser ließ 1201 Otto IV. zum rechtmäßigen König ausrufen und bestätigte Siegfrieds Wahl zum Erzbischof. Trotzdem konnte sich Leopold weiter mit Unterstützung Philipps als Gegen-Erzbischof halten, der sich um 1205 mit dem Papst versöhnte. Philipp betraute ihn als Kanzler außerdem mit Missionen in Italien.
Doch am 21. Juni 1208 wurde Philipp von Schwaben ermordet, was die staufische Opposition im Reich zusammenbrechen ließ. Leopold konnte sich als Erzbischof von Mainz nicht mehr halten und begnügte sich mit dem Bistum Worms.
Leopold starb am 17. Januar 1217. Da er für Mainz niemals die päpstliche Anerkennung erhalten hat, firmiert er dort häufiger nur als Gegen-Erzbischof bzw. wird in der Auflistung der Mainzer Erzbischöfe nicht aufgeführt.
Caesarius von Heisterbach beschrieb ihn als diabolicus.
Bischof Konrad II. von Worms († 1192) war sein Onkel.